# Kommun- och regionval (Danmark)
Kommun- och regionval hålls i Danmark vart fjärde år. Röstberättigade är alla medborgare som bor i kommunen/regionen och som är medborgare i ett EU-land, Norge eller Island eller har bott i Danmark minst tre år vid valdagen. Valen hålls alltid tredje tisdagen i november. I sin nuvarande form har valen hållits sedan 2005 som en följd av kommunreformen i Danmark 2007. Det är inte möjligt att utlysa nyval tidigare. De som blir valda tillträder 1 januari följande år. Val till de tidigare kommunerna och amten har skett i november sedan 1981, men innan dess skedde de i mars.